# بي. دبليو. ستيفنسون
بي. دبليو. ستيفنسون (بالإنجليزية: B. W. Stevenson)‏ هو مغني وكاتب أغاني أمريكي، ولد في 5 أكتوبر 1949 في دالاس في الولايات المتحدة، وتوفي في 28 أبريل 1988.

## وصلات خارجية
- بي. دبليو. ستيفنسون على موقع ميوزك برينز (الإنجليزية)
- بي. دبليو. ستيفنسون على موقع ديسكوغز (الإنجليزية)